# بخش بنتون (اوتاوا، اوهایو)
بخش بنتون (به انگلیسی: Benton Township) یک منطقهٔ مسکونی در ایالات متحده آمریکا است که در شهرستان اتاوا، اوهایو واقع شده‌است.
 بخش بنتون ۱۱۵٫۱ کیلومتر مربع مساحت و ۲٬۶۲۱ نفر جمعیت دارد و ۱۸۱ متر بالاتر از سطح دریا واقع شده‌است.